# ألان س. نيويل
ألان س. نيويل (بالإنجليزية: Alan C. Newell) هو رياضياتي أمريكي، ولد في 5 نوفمبر 1941 في دبلن في جمهورية أيرلندا.